# 유일재
유일재는 대한민국의 독성학자이자, 연구부정행위자, 사기범이다.

## 생애
호서대학교 교수로 활동하던 그는 독성학 연구에서 유명한학자였다. 옥시레킷벤키저의 의뢰로 가습기 살균제의 독성이 없다는 취지의 실험을 위해 조작된 보고서를 내고, 실험 비용을 부풀린 사기 혐의로 기소되어 1심에서 징역 1년 4월형을 선고받고실형이 확정되어 파면되었다.

## 같이 보기
- 조명행